# Mathewrogersite
La mathewrogersite è un minerale.